# Ондржей Нефф
Ондржей Нефф (чеськ. Ondřej Neff, нар. 26 червня 1945, Прага) — чеський письменник-фантаст, перекладач, літературний критик і журналіст.

## Біографія
Ондржей Нефф народився у Празі в сім'ї чеського письменника Владіміра Неффа. Після здобуття середньої освіти він навчався на факультеті соціальних наук і публіцистики Карлового університету, який закінчив у 1969 році. у 1970 році він здобув титул доктора філософії. З 1970 до 1974 року він працював у празькому видавництві «Albatros», а в 1974—1975 роках працював у рекламному відділі празького універмагу «Kotva». У 1975—1979 роках він працював фотографом у журналі «Ústředí lidové umělecké kultury», а в 1979—1985 роках працював у видавництві «Mladá fronta». Деякий час після звільнення з видавництва був професійним літератором, а в 1990 році очолив редакцію науково-фантастичного журналу «Ikarie», а також редакції щоденної газети цього ж видавництва «Mladá fronta DNES». Пізніше він став переважно інтернет-журналістом, у 1996 році став одним із засновників чеського інтернет-видання «Neviditelný pes». Також Ондржей Нефф є засновником інтернет-сайту DigiNeff, який присвячений цифровій фотографії. Ондржей Нефф також відомий у Чехії як один із активістів боротьби проти цензури в Інтернеті, він є автором кількох петицій до чеських можновладців та учасником і співорганізатором акцій на підтримку свободи в мережі Інтернет.

## Літературна діяльність
Ондржей Нефф розпочав свою літературну діяльність у 1978 році, одним із перших його творів став роман для дітей «Дівчата б'ються по-іншому» (чеськ. Holky se perou jinak). На початку 80-х років ХХ століття він розпочав писати фантастичні твори. Найвідомішим його твором у Чехії вважається тетралогія «Господар синього меча» (чеськ. Pán modrého meče), яку письменник розпочав публікувати у 1984 році з роману «Ядро пуделя» (чеськ. Jádro pudla). До складу цієї серії творів входять також романи «Господар синього меча», «Учень чарівника» (чеськ. Čarodějův učeň) і «Шило в мішку» (чеськ. Šídlo v pytli). у 1985 році вийшла й перша збірка науково-фантастичних творів письменника «Яйце навиворіт» (чеськ. Vejce naruby), до якого увійшло й найвідоміше оповідання Неффа «Біла тростина калібру 7,62» (чеськ. Bílá hůl ráže 7,62). У 1988 році письменник опублікував роман «Місяць мого життя» (чеськ. Měsíc mého života), який став першим романом циклу «Аркадія» (чеськ. Arkádie). У 1991 році вийшла друком повість автора «Всесвіт досить нескінченний» (чеськ. Vesmír je dost nekonečný). У 1992—1995 році Ондржей Нефф видав трилогію «Мілленіум» (чеськ. Milénium), навіяною майбітньою зміною тисячоліть. У 2014—2015 роках письменник видав трилогію «Таємниці п'яти світил» (чеськ. Tajemství pěti světadílů), яка складається з трьох частин: «Господар повітря» (чеськ. Pán vzduchu), «Господар землі» (чеськ. Pán země) і «Господар моря» (чеськ. Pán moří). Він також є головним редактором енциклопедії чеської науково-фантастичної літератури. яка вийшла друком у 1995 році.
Ондржей Нефф відомий у Чехії не тільки як письменник, а і як літературний критик. Найвідомішою його критичною книгою є збірка «Все інакше» (чеськ. Vsechno je jinak), за яку у 1988 році він був визнаний кращим критиком-фантастикознавцем на Євроконі. Нефф є також автором ряду статей з історії чеської і словацької фантастики. Ондржей Нефф також є перекладачем на чеську мову романів Жуля Верна, Вільяма Гібсона і Роберта Гайнлайна.

## Особисте життя
Ондржей Нефф є сином письменника Владіміра Неффа. У 1969 році Ондржей Нефф одружився з Міхаелою Шпрахтовою, з якою мав двох дітей, сина і дочку. У 2002 році дружина Неффа померла від раку. У 2003 році Ондржей Нефф одружився вдруге з актрисою Любою Крбовою.

## Вибрана цитата
«…Вікіпедія, найдивніший освітній проект людської історії, заснований на свободі від А до Зет…»
Оригінальний текст (чес.)
… Wikipedie, nejúžasnější vzdělávací projekt lidských dějin, založený od A do Zet na svobodě…

## Вибрана бібліографія

### Цикл «Господар синього меча»
- Ядро пуделя (чеськ. Jádro pudla, 1984)
- Господар синього меча (чеськ. Pán modrého meče, 1988)
- Учень чарівника (чеськ. Čarodějův učeň, 1989)
- Шило в мішку (чеськ. Šídlo v pytli, 1991)

### Цикл «Аркадія»
- Місяць мого життя (чеськ. Měsíc mého života, 1988)
- Відновлювач (чеськ. Reparátor, 1997)
- Рік мого життя (чеськ. Rock mého života, 2006)
- Зірка мого життя (чеськ. Hvězda mého života, 2009)

### Цикл «Мілленіум»
- Земля у загрозі (чеськ. Země ohrožená, 1992)
- Земля у боротьбі (чеськ. Země bojující, 1994)
- Земля переможна (чеськ. Země vítězná, 1995)

### Цикл «Таємниці п'яти світил»
- Господар повітря (чеськ. Pán vzduchu, 2014)
- Господар землі (чеськ. Pán země, 2014)
- Господар моря (чеськ. Pán moří, 2015)

### Інші твори
- Дівчата б'ються по-іншому (чеськ. Holky se perou jinak, 1978)
- Яйце навиворіт (чеськ. Vejce naruby, 1985)
- Цеппелін на Місяці (чеськ. Zepelín na Měsíci, 1990)
- Всесвіт досить нескінченний (чеськ. Vesmír je dost nekonečný, 1991)